# Čierna Lehota, Rožňava
Čierna Lehota este o comună slovacă, aflată în districtul Rožňava din regiunea Košice. Localitatea se află la altitudinea de 525 m deasupra n.m., se întinde pe o suprafață de 31,86 km2 și în 2017 număra 656 de locuitori. Se învecinează cu comuna Magnezitovce.

## Istoric
Localitatea Čierna Lehota este atestată documentar din 1389.

## Demografie
| An:                | 1994 | 2004   | 2014    | 2024    |
| ------------------ | ---- | ------ | ------- | ------- |
| Număr de persoane: | 620  | 582    | 662     | 567     |
| Diferență:         |      | −6,12% | +13,74% | −14,35% |

| An:                | 2023 | 2024   |
| ------------------ | ---- | ------ |
| Număr de persoane: | 579  | 567    |
| Diferență:         |      | −2,07% |